# San Miguelito (Francisco Morazán)
San Miguelito est une municipalité du Honduras, située dans le département de Francisco Morazán. Elle est fondée en 1889. La municipalité de San Miguelito comprend 3 villages et 36 hameaux.

## Source de la traduction
- (en) Cet article est partiellement ou en totalité issu de l’article de Wikipédia en anglais intitulé « San Miguelito, Francisco Morazán » (voir la liste des auteurs).